# Forušande (2016.)
Forushande, iranska filmska drama iz 2016. godine. 

## Sažetak
Glumačko-bračni par priprema se za izvesti ulge u drami Arthura Millera Smrt trgovačkog putnika. Suprugu je netko brutalno napao. Želi traumatičan događaj što prije zaboraviti i izbrisati iz sjećanja. Radi osvete suprug traži napadača.